# Ludmiła Andonowa
Ludmiła Grudewa Andonowa (Людмила Грудeва Андонова, z domu Żeczewa [Жечева]; ur. 6 maja 1960 w Nowoczerkasku) – bułgarska lekkoatletka specjalizująca się w skoku wzwyż, dwukrotna uczestniczka letnich igrzysk olimpijskich (Seul 1988, Barcelona 1992).
Żona Atanasa Andonowa, bułgarskiego lekkoatlety.

## Sukcesy sportowe
- czterokrotna mistrzyni Bułgarii w skoku wzwyż – 1981, 1982, 1984, 1992[1]
- trzykrotna halowa mistrzyni Bułgarii w skoku wzwyż – 1979, 1982, 1992[2]

| Rok  | Miasto    | Zawody                         | Konkurencja | Wynik         |
| ---- | --------- | ------------------------------ | ----------- | ------------- |
| 1981 | Bukareszt | Uniwersjada                    | skok wzwyż  | srebrny medal |
| 1981 | Sarajewo  | Mistrzostwa krajów bałkańskich | skok wzwyż  | złoty medal   |
| 1982 | Ateny     | Mistrzostwa Europy             | skok wzwyż  | 6. miejsce    |
| 1984 | Praga     | Zawody Przyjaźń-84             | skok wzwyż  | 1. miejsce    |
| 1984 | Ateny     | Mistrzostwa krajów bałkańskich | skok wzwyż  | złoty medal   |
| 1987 | Rzym      | Mistrzostwa świata             | skok wzwyż  | 12. miejsce   |
| 1988 | Seul      | Igrzyska olimpijskie           | skok wzwyż  | 5. miejsce    |

## Rekordy życiowe
- skok wzwyż – 2,07 – Berlin 20/07/1984 (rekord świata do 01/06/1986)
- skok wzwyż (hala) – 1,95 – Sindelfingen 01/02/1985